# Jonathan Dahlén
Jonathan Dahlén, född 20 december 1997 i Östersund, är en svensk professionell ishockeyspelare. Han är son till hockeyspelaren Ulf Dahlén. Detta ledde till att han levde sina första år i Washington och Dallas där fadern spelade då.
Jonathan Dahlén har tidigare spelat för bland annat Utica Comets och San Jose Barracuda. Under säsongen 2021/2022 spelade han för San José Sharks där det blev 61 matcher. Han skrev på för Timrå IK till säsongen 2025/26 i vad som sägs vara klubbens största kontrakt någonsin, efter en swishinsamling på 600 000 kr från supportrarna.

## Spelarkarriär
Dahlén har tidigare spelat för Utica Comets i AHL, Timrå IK i Hockeyallsvenskan, J20 SuperElit och J18 Allsvenskan samt HV71 i J20 Superelit och J18 Allsvenskan. 

### SHL
I början av augusti 2019 meddelades att han skrivit på för Timrå IK igen under kommande säsong.

### NHL

#### Ottawa Senators
Dahlén draftades av Ottawa Senators i andra rundan, som 42:a spelare totalt i NHL-draften 2016.

#### Vancouver Canucks
Han tradades till Vancouver Canucks i utbyte mot Alex Burrows den 27 februari 2017 och skrev på ett treårigt entry level-kontrakt med klubben, värt 2,775 miljoner dollar, den 21 april 2017.

#### San Jose Sharks
Den 25 februari 2019 tradades han till San Jose Sharks i utbyte mot Linus Karlsson.

## Privatliv
Jonathan Dahlén är son till före detta ishockeyspelaren (14 NHL säsonger, 4 SHL), ishockeytränaren Ulf Dahlén. Han har ett stort travintresse och har tidigare varit ägare till travhästen Alfas Leonore..
- Guldpucken 1998